# Provinces d'Espagne
 (juillet 2025).
Si vous disposez d'ouvrages ou d'articles de référence ou si vous connaissez des sites web de qualité traitant du thème abordé ici, merci de compléter l'article en donnant les références utiles à sa vérifiabilité et en les liant à la section « Notes et références ».

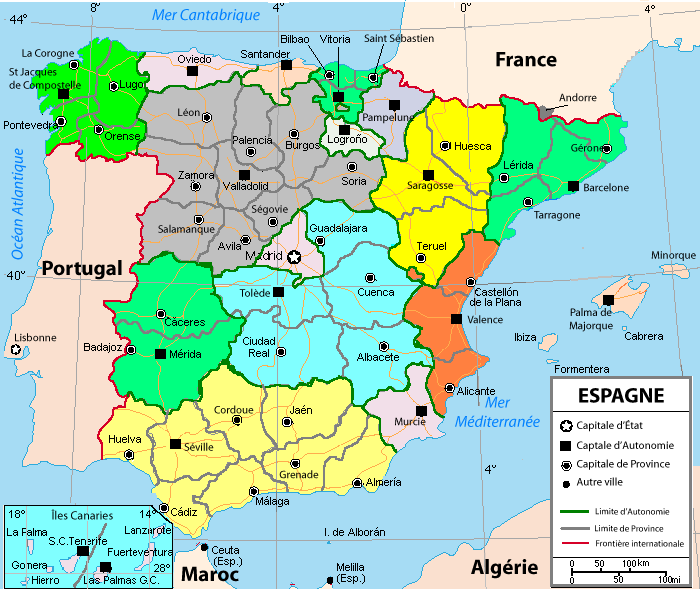
Provinces et autonomies dans l'Espagne actuelle.

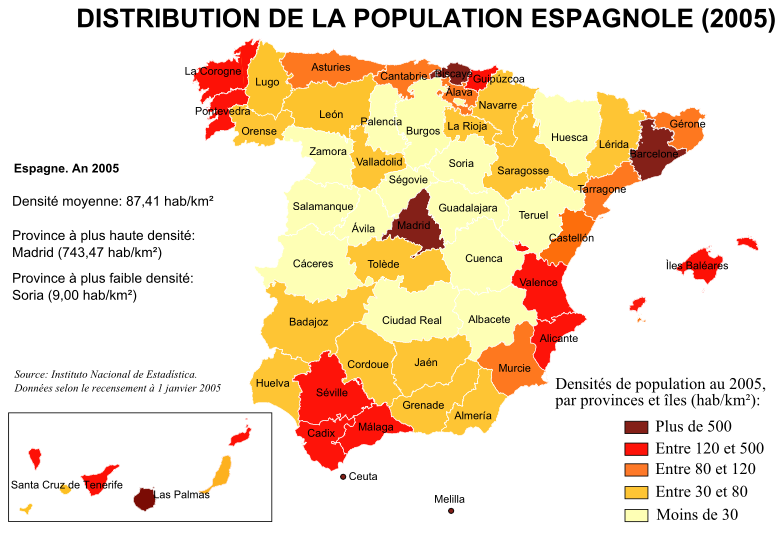
Densité de population par provinces en 2005.

La province (en espagnol : provincia) est une division territoriale d'Espagne en vigueur depuis 1833.
L'Espagne est constituée de 50 provinces qui structurent le territoire du pays, à l'exception des deux villes autonomes de Ceuta et Melilla, qui ne relèvent pas de l'organisation provinciale. Depuis 1978, les provinces disposent de moins de pouvoirs que les 17 communautés autonomes qui jouissent d'une assez large autonomie par rapport au gouvernement central. Chaque communauté autonome est composée d'une ou plusieurs provinces. Sept communautés autonomes sont composées d'une seule province : les Asturies, les Îles Baléares, la Cantabrie, La Rioja, la communauté de Madrid, la région de Murcie et la communauté forale de Navarre.
Les provinces portent en général le nom de leur capitale. Font exception les provinces d'Alava, des Asturies, des Îles Baléares, de Biscaye, de Cantabrie, du Guipuscoa, de Navarre et de La Rioja.
Chaque province est dirigée par une députation provinciale, dont les membres sont élus au suffrage indirect par les conseillers municipaux.

## Histoire

### Antécédents

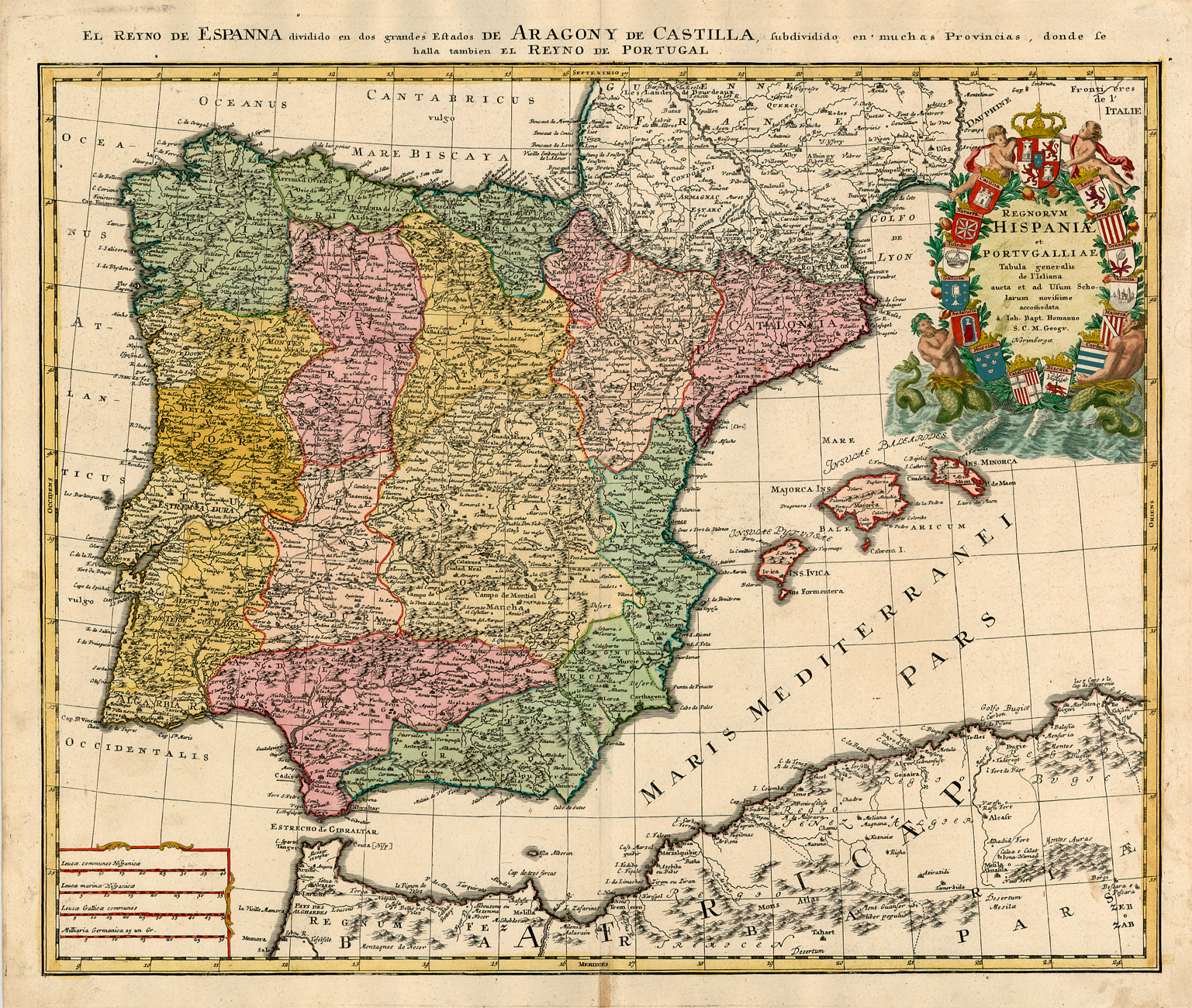
Carte des anciens royaumes de la péninsule Ibérique (Johann Baptiste Homann, Regnorum Hispaniae et Portugalliae Tabula generalis de l'Isliana aucta et ad Usum Scholarum novissime accomodata..., Nuremberg, 1728).

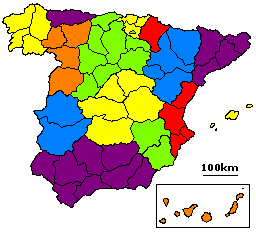
Carte de la division territoriale de l'Espagne de 1822, en provinces et régions.

Les réformes menées par la maison de Bourbon en Espagne au cours du XVIIIe siècle introduisent des changements dans l'organisation territoriale du territoire espagnol, comme la mise en place d'audiences et d'intendances royales. Cependant, les divisions héritées des Habsbourgs, caractérisées par la présence de territoires d'étendues très inégales et l'existence de multiples enclaves, continuent de prévaloir.
Diverses propositions visent dès lors à mettre en place une organisation plus rationnelle. Le premier projet sérieux est élaboré entre 1799 et 1805 par Miguel Cayetano Soler. La grande instabilité politique de cette période empêche toutefois son adoption effective.
Au cours de l'occupation française de l'Espagne, Joseph Bonaparte met en place, par le décret du 17 avril 1810, une nouvelle organisation administrative et territoriale directement inspirée du modèle des départements français, consistant en une division du pays en une série de préfectures et sous-préfectures qui suppriment celle de l'Ancien Régime.
Cependant, étant donné l'absence de contrôle effectif de ce gouvernement sur la plus grande partie du territoire et le projet de Napoléon d'intégrer à la France les terres situées au nord de l'Èbre, cette division reste pratiquement sans effet.
Les Cortes de Cadix reprennent pour leur part en 1812 les projets de l'époque des Lumières : elles décrètent la suppression des anciens royaumes, provinces et intendances et mettent en place une division en provinces régulières visant à davantage de rationalité. La Restauration de l'absolutisme par Ferdinand VII empêche toutefois sa mise en application, avec la suppression des Cortes de Cadix en 1814 et un retour au schéma politico-administratif de l'Ancien Régime. Au cours du Trienio libéral (1820-1823) la division de Cadix est brièvement remise en place, puis de nouveau abolie à la fin de cette expérience.
L'organisation provinciale n'est adoptée de façon définitive qu'en 1833, après la mort de Ferdinand et durant la régence de son épouse Marie-Christine de Bourbon, menée avec l'appui des libéraux du royaume.

### Division provinciale de 1833

Densité de population dans les provinces d'Espagne en 1857.

Densité de population dans les provinces d'Espagne en 2007.

Accroissement démographique par province en Espagne au cours du XXe siècle.

Variation démographique en Espagne par province entre 1981 et 2005.

La division provinciale actuelle est le fruit du travail de Javier de Burgos réalisé en 1833. Elle combine une subdivision des anciens royaumes hispaniques et la recherche d'une organisation égalitaire et centraliste propre au régime libéral, partiellement héritée des idéaux de la Révolution française.
Elle est établie comme division provinciale officielle par le décret royal du 30 novembre 1833. Il s'agit de la division provinciale toujours en vigueur depuis, si l'on omet quelques réajustements mineurs survenus peu de temps après sa première mise en application et le décret-loi promulgué par le directoire de Miguel Primo de Rivera le 21 septembre 1927 par lequel les îles Canaries se trouvent divisées en deux provinces.
Le nombre de provinces d'Espagne augmente lorsque la structure provinciale se trouve appliquée aux territoires intégrant l'ancienne Afrique occidentale espagnole. En 1958, les territoires de Río de Oro et Seguia el-Hamra sont intégrés dans la nouvelle province du Sahara espagnol (actuel Sahara occidental), avec pour capitale Laâyoune. Par l'accord triparti de Madrid de 1975, l'administration de la province est partagée avec le Maroc et la Mauritanie. La souveraineté du territoire reste cependant entre les seules mains de l'État espagnol. En 1958 toujours, le statut de province est également accordé au territoire de Santa Cruz de la Mar Pequeña (avec pour capitale Sidi Ifni), plus tard dénommé Ifni, cédé au Maroc en 1969. À partir de 1959, l'ancienne Guinée espagnole est également soumise au régime provincial, avec la création de deux provinces : d'une part l'île de Fernando Poo (actuelle Bioko, capitale Santa Isabel, actuelle Malabo) et d'autre part la province de Río Muni (Région continentale), dans la zone continentale (capitale Bata, dont dépend également l'archipel voisin d'Elobey, Annobón et Corisco). En 1963 les deux provinces sont unifiées en une seule, dénommée Guinée espagnole, qui bénéficie d'un statut d'autonomie spécifique, avant d'accéder en 1968 à l'indépendance avec la constitution de la république de Guinée équatoriale.

### La division provinciale dans le régime constitutionnel actuel (depuis 1978)
La Constitution espagnole de 1978 reconnaît la division provinciale de l'État espagnol en établissant dans son titre VIII (article 137) que celui-ci « est organisé en communes, provinces et Communautés autonomes [...] » et que « Toutes ces entités bénéficient d'autonomie pour la gestion de leurs intérêts respectifs ».
L'article 141.1 de la constitution définit la province comme « entité locale avec une personnalité juridique propre, déterminée par le regroupement de communes et la division territoriale pour l'accomplissement des activités de l'État ».
La constitution (article 143) établit également les provinces comme bases de la constitution des communautés autonomes : « […] les provinces limitrophes avec des caractéristiques historiques, culturelles et économiques communes, les territoires insulaires et les provinces avec entité régionale historique pourront accéder à leur auto-gouvernement et se constituer en communautés autonomes ». Il existe ainsi en Espagne des communautés autonomes formées d'une seule province et d'autres formées de plusieurs.
La province constitue également la circonscription de référence pour les élections générales au Congrès et au Sénat.

## Organisation administrative
De façon générale, le gouvernement et l'administration autonome d'une province sont attribués à la députation provinciale correspondante.
Il existe cependant certains régimes particuliers :
- les communautés autonomes uniprovinciales (La Rioja, Cantabrie, Asturies, Baléares, Murcie) et la Communauté forale de Navarre assument les compétences et les moyens qui correspondent au régime général ordinaire des députations provinciales ;
- les communautés autonomes insulaires (îles Canaries et Baléares) bénéficient de conseils (espagnol : Cabildos ou Consejos) insulaires ;
- au Pays basque, les députations forales des « territoires historiques » (c'est-à-dire les entités dans lesquelles le territoire de la communauté autonome se trouve à son tour divisé) assument les compétences des députation provinciales, ainsi que celles dont ils bénéficient en tant qu'organes foraux, en vertu du Statut d'autonomie de la communauté.

### Aspects statistiques
Depuis 2003, conformément aux normatives européennes fixées par l'Eurostat en matière de statistiques, les unités de nomenclature d'unités territoriales statistiques (NUTS) sont en vigueur en Espagne. Les 50 provinces espagnoles et les deux villes autonomes de Ceuta et Melilla sont prises comme références de troisième niveau.

## Dénomination
En accord avec le décret royal du 30 novembre 1833, qui met en place la division provinciale, « les provinces prendront le nom de leurs capitales respectives, hormis celles d'Alava, de Navarre, du Guipuscoa et de Biscaye, qui conservent leurs dénominations actuelles ».
Le décret royal législatif 781/1986 du 18 avril, par lequel est approuvé le texte en vigueur en matière de définition légale du régime local, établit dans son article 25.2 que c'est « seulement par le biais d'une loi approuvée par les Cortes générales que peuvent être modifiées les dénominations et capitales des provinces ».
Sur la base de ce texte, les Cortes Generales ont approuvé différentes lois modifiant la dénomination des provinces :
- la loi 57/1980 modifie la dénomination officielle de l'ancienne province de Logroño pour l'actuelle de « province de La Rioja » ;
- la disposition finale unique du statut d'autonomie de Cantabrie (loi organique 8/1981) change la dénomination de « province de Santander » pour celle de « province de Cantabrie » ;
- la loi 1/1983 modifie la dénomination officielle de la « province d'Oviedo » pour adopter la dénomination traditionnelle de « province des Asturies » ;
- la loi 2/1992 modifie la dénomination officielle des provinces de Gérone et Lérida (anciennement Gerona et Lérida, nom usuel et traditionnel des provinces et de leurs capitales respectives en espagnol) pour adopter de façon exclusive celles de Girona et LLeida (en catalan) ;
- la loi 13/1997 modifie la dénomination officielle de « province de Palma de Majorque » (provincia de Palma de Mallorca) pour celle d'« îles Baléares » (espagnol : Islas Baleares, catalan : Illes Balears) ;
- la loi 2/1998 modifie la dénomination officielle des provinces de La Corogne et Ourense, « provincia de La Coruña » et « Orense » respectivement, pour celles de « A Coruña » et « Ourense, » conformément à leurs noms respectifs en galicien ;
- la loi 25/1999 déclare coofficielles les dénominations en espagnol (Alicante, Castellón et Valencia) et en valencien (Alacant, Castelló et València) des trois provinces qui composent la Communauté valencienne (en français provinces d'Alicante, de Castellón et de Valence) en accord avec le Statut d'autonomie de la Communauté (loi organique 5/1982) ;
- la loi 19/2011 modifie la dénomination officielle des provinces d'Alava, du Guipuscoa et de Biscaye pour celles d'Araba/Álava (bilingue basque/espagnol), Gipuzkoa et Bizkaia (en basque exclusivement).

Dans le cas de la Navarre, sa dénomination comme province (ainsi que comme communauté forale) est bilingue : « Navarra » en espagnol et « Nafarroa » en basque, conformément aux versions dans ces langues de la Constitution de 1978 et à la loi organique 13/1983 de réintégration et d'amélioration du régime foral de Navarre.

## Liste des provinces
Les communautés autonomes monoprovinciales, c'est-à-dire constituées d'une seule province, sont signalées en gras.
Les noms des 50 provinces sont donnés en espagnol, ainsi que dans la langue co-officielle de la communauté le cas échéant ; les noms des capitales de provinces sont également donnés dans ces langues.
| Localisation | Province (ISO 3166-2:ES)                                                                                       | Capitale                                                                   | Communauté autonome                | Communes           |
| ------------ | --- | -------------------------------------------------------------------------- | ---------------------------------- | ------------------ |
|              | Alava (ES-VI) (es) Álava (eu) Araba                                                                            | Vitoria-Gasteiz (es) Vitoria (eu) Gasteiz                                  | Communauté autonome du Pays basque | Liste des communes |
|              | Province d'Albacete (ES-AB) (es) Provincia de Albacete                                                         | Albacete                                                                   | Castille-La Manche                 | Liste des communes |
|              | Province d'Alicante (ES-A) (es) Provincia de Alicante (ca) Província d'Alacant                                 | Alicante (es) Alicante (ca) Alacant                                        | Communauté valencienne             | Liste des communes |
|              | Province d'Almería (ES-AL) (es) Provincia de Almería                                                           | Almería                                                                    | Andalousie                         | Liste des communes |
|              | Asturies (ES-AS) (es) Asturias (ast) Asturies                                                                  | Oviedo (es) Oviedo (ast) Uviéu ou Uvieo                                    | Asturies                           | Liste des communes |
|              | Province d'Ávila (ES-AV) (es) Provincia de Ávila                                                               | Ávila                                                                      | Castille-et-León                   | Liste des communes |
|              | Province de Badajoz (ES-BA) (es) Provincia de Badajoz                                                          | Badajoz                                                                    | Estrémadure                        | Liste des communes |
|              | Îles Baléares (ES-PM) (es) Islas Baleares (ca) Illes Balears                                                   | Palma (es) Palma (ca) Palma                                                | Îles Baléares                      | Liste des communes |
|              | Province de Barcelone (ES-B) (es) Provincia de Barcelona (ca) Província de Barcelona                           | Barcelone (es) Barcelona (ca) Barcelona                                    | Catalogne                          | Liste des communes |
|              | Biscaye (ES-BI) (es) Vizcaya (eu) Bizkaia                                                                      | Bilbao (es) Bilbao (eu) Bilbo                                              | Communauté autonome du Pays basque | Liste des communes |
|              | Province de Burgos (ES-BU) (es) Provincia de Burgos                                                            | Burgos                                                                     | Castille-et-León                   | Liste des communes |
|              | Province de Cáceres (ES-CC) (es) Provincia de Cáceres (ext) Provincia de Caçris                                | Cáceres (es) Cáceres (ext) Caçris                                          | Estrémadure                        | Liste des communes |
|              | Province de Cadix (ES-CA) (es) Provincia de Cádiz                                                              | Cadix (es) Cádiz                                                           | Andalousie                         | Liste des communes |
|              | Cantabrie (ES-CB) (es) Cantabria                                                                               | Santander                                                                  | Cantabrie                          | Liste des communes |
|              | Province de Castellón (ES-CS) (es) Provincia de Castellón (ca) Província de Castelló                           | Castellón de la Plana (es) Castellón de la Plana (ca) Castelló de la Plana | Communauté valencienne             | Liste des communes |
|              | Province de Ciudad Real (ES-CR) (es) Provincia de Ciudad Real                                                  | Ciudad Real                                                                | Castille-La Manche                 | Liste des communes |
|              | Province de Cordoue (ES-CO) (es) Provincia de Córdoba                                                          | Cordoue (es) Córdoba                                                       | Andalousie                         | Liste des communes |
|              | Province de La Corogne (ES-C) (es) Provincia de La Coruña (gl) Provincia da Coruña                             | La Corogne (es) La Coruña (gl) A Coruña                                    | Galice                             | Liste des communes |
|              | Province de Cuenca (ES-CU) (es) Provincia de Cuenca                                                            | Cuenca                                                                     | Castille-La Manche                 | Liste des communes |
|              | Province de Gérone (ES-GI) (es) Provincia de Gerona (ca) Província de Girona                                   | Gérone (es) Gerona (ca) Girona                                             | Catalogne                          | Liste des communes |
|              | Province de Grenade (ES-GR) (es) Provincia de Granada                                                          | Grenade (es) Granada                                                       | Andalousie                         | Liste des communes |
|              | Province de Guadalajara (ES-GU) (es) Provincia de Guadalajara                                                  | Guadalajara                                                                | Castille-La Manche                 | Liste des communes |
|              | Guipuscoa (ES-SS) (es) Guipúzcoa (eu) Gipuzkoa                                                                 | Saint-Sébastien (es) San Sebastián (eu) Donostia                           | Communauté autonome du Pays basque | Liste des communes |
|              | Province de Huelva (ES-H) (es) Provincia de Huelva                                                             | Huelva                                                                     | Andalousie                         | Liste des communes |
|              | Province de Huesca (ES-HU) (es) Provincia de Huesca (an) Provincia de Uesca (ca) Província d'Osca              | Huesca (es) Huesca (an) Uesca (ca) Osca                                    | Aragon                             | Liste des communes |
|              | Province de Jaén (ES-J) (es) Provincia de Jaén                                                                 | Jaén                                                                       | Andalousie                         | Liste des communes |
|              | Province de León (ES-LE) (es) Provincia de León                                                                | León                                                                       | Castille-et-León                   | Liste des communes |
|              | Province de Lérida (ES-L) (es) Provincia de Lérida (ca) Província de Lleida (oc) Província de Lhèida           | Lérida ou Lleida (es) Lerida (ca) Lleida (oc) Lhèida                       | Catalogne                          | Liste des communes |
|              | Province de Lugo (ES-LU) (es) Provincia de Lugo (gl) Provincia de Lugo                                         | Lugo (es) Lugo (gl) Lugo                                                   | Galice                             | Liste des communes |
|              | Communauté de Madrid (ES-MD) (es) Comunidad de Madrid                                                          | Madrid                                                                     | Communauté de Madrid               | Liste des communes |
|              | Province de Malaga (ES-MA) (es) Provincia de Málaga                                                            | Malaga (es) Málaga                                                         | Andalousie                         | Liste des communes |
|              | Région de Murcie (ES-MC) (es) Región de Murcia                                                                 | Murcie (es) Murcia                                                         | Région de Murcie                   | Liste des communes |
|              | Navarre (ES-NC) (es) Navarra (eu) Nafarroa                                                                     | Pampelune (es) Pamplona (eu) Iruña ou Iruñea                               | Navarre                            | Liste des communes |
|              | Province d'Ourense (ES-OR) (es) Provincia de Orense (gl) Provincia de Ourense                                  | Orense (es) Orense (gl) Ourense                                            | Galice                             | Liste des communes |
|              | Province de Palencia (ES-P) (es) Provincia de Palencia                                                         | Palencia                                                                   | Castille-et-León                   | Liste des communes |
|              | Province de Las Palmas (ES-GC) (es) Provincia de Las Palmas                                                    | Las Palmas de Grande Canarie (es) Las Palmas de Gran Canaria               | Îles Canaries                      | Liste des communes |
|              | Province de Pontevedra (ES-PO) (es) Provincia de Pontevedra (gl) Provincia de Pontevedra                       | Pontevedra (es) Pontevedra (gl) Pontevedra                                 | Galice                             | Liste des communes |
|              | La Rioja (ES-RI) (es) La Rioja                                                                                 | Logroño                                                                    | La Rioja                           | Liste des communes |
|              | Province de Salamanque (ES-SA) (es) Provincia de Salamanca (ext) Província de Salamanca                        | Salamanque (es) Salamanca (ext) Salamanca                                  | Castille-et-León                   | Liste des communes |
|              | Province de Santa Cruz de Tenerife (ES-TF) (es) Provincia de Santa Cruz de Tenerife                            | Santa Cruz de Tenerife                                                     | Îles Canaries                      | Liste des communes |
|              | Province de Saragosse (ES-Z) (es) Provincia de Zaragoza (an) Provincia de Zaragoza (ca) Província de Saragossa | Saragosse (es) Zaragoza (an) Zaragoza (ca) Saragossa                       | Aragon                             | Liste des communes |
|              | Province de Ségovie (ES-SG) (es) Provincia de Segovia                                                          | Ségovie (es) Segovia                                                       | Castille-et-León                   | Liste des communes |
|              | Province de Séville (ES-SE) (es) Provincia de Sevilla                                                          | Séville (es) Sevilla                                                       | Andalousie                         | Liste des communes |
|              | Province de Soria (ES-SO) (es) Provincia de Soria                                                              | Soria                                                                      | Castille-et-León                   | Liste des communes |
|              | Province de Tarragone (ES-T) (es) Provincia de Tarragona (ca) Província de Tarragona                           | Tarragone (es) Tarragona (ca) Tarragona                                    | Catalogne                          | Liste des communes |
|              | Province de Teruel (ES-TE) (es) Provincia de Teruel (ca) Província de Terol                                    | Teruel (es) Teruel (ca) Terol                                              | Aragon                             | Liste des communes |
|              | Province de Tolède (ES-TO) (es) Provincia de Toledo                                                            | Tolède (es) Toledo                                                         | Castille-La Manche                 | Liste des communes |
|              | Province de Valence (ES-V) (es) Provincia de Valencia (ca) Província de València                               | Valence (es) Valencia (ca) València                                        | Communauté valencienne             | Liste des communes |
|              | Province de Valladolid (ES-VA) (es) Provincia de Valladolid                                                    | Valladolid                                                                 | Castille-et-León                   | Liste des communes |
|              | Province de Zamora (ES-ZA) (es) Provincia de Zamora                                                            | Zamora                                                                     | Castille-et-León                   | Liste des communes |